# Dragoș Vodă Cernăuți
Dragoș Vodă Cernăuți war ein rumänischer Sportverein aus Czernowitz (rum. Cernăuți) in einer Zeit, als diese Stadt zu Rumänien gehörte.

## Geschichte
Der Verein wurde Ende 1909 (nach diversen Quellen bereits 1907 bzw. 1908) als Rumänischer Fußballklub Czernowitz gegründet, als diese Stadt noch zu Österreich-Ungarn gehörte. 1919 (nach diversen Quellen bereits 1918) erfolgte die Umbenennung in Dragoș Vodă Cernăuți, in Anlehnung an Dragoș, den legendären Gründer des Fürstentums Moldau im Jahr 1352.

## Fußball
Nach der Rückeroberung der Bukowina durch Rumänien konnte sich das Fußballteam von Dragoș Vodă in der Saison 1942/43 für das Achtelfinale des rumänischen Pokalwettbewerbs qualifizieren und nahm außerdem 1943/44 an dem Heldenpokal (rumän. Cupa Eroilor), der Ersatzmeisterschaft für Zweitligateams, teil.

### Bilanz der Fußballsektion
| Saison  | Platzierung |
| ------- | --- |
| 1920    | Teilnahme an der ersten Bukowinaer Meisterschaft |
| 1921    | 5. Platz in der Czernowitzer Meisterschaft |
| 1922    | 3. Platz in der Czernowitzer Meisterschaft und Qualifikation für die neu gegründete I. Klasse der Czernowitzer Meisterschaft                                                              |
| 1922/23 | 3. Platz in der I. Klasse der Czernowitzer Meisterschaft |
| 1923/24 | 3. Platz in der I. Klasse der Czernowitzer Meisterschaft |
| 1924/25 | 6. Platz in der I. Klasse der Czernowitzer Meisterschaft |
| 1925/26 | 7. Platz in der I. Klasse der Czernowitzer Meisterschaft |
| 1926/27 | 7. Platz in der I. Klasse der Czernowitzer Meisterschaft |
| 1927/28 | 3. Platz in der I. Klasse der Czernowitzer Meisterschaft |
| 1928/29 | 1. Platz in der I. Klasse der Czernowitzer Meisterschaft und Teilnahme an der Endrunde zur rumänischen Fußballmeisterschaft 1928/29                                                       |
| 1929/30 | 1. Platz in der I. Klasse der Czernowitzer Meisterschaft und Teilnahme an der Endrunde zur rumänischen Fußballmeisterschaft 1929/30                                                       |
| 1930/31 | 6. Platz in der I. Klasse der Czernowitzer Meisterschaft |
| 1931/32 | 3. Platz in der I. Klasse der Czernowitzer Meisterschaft |
| 1932/33 | 1. Platz in der I. Klasse der Czernowitzer Distriktmeisterschaft, Ostligameister und gegen Brașovia Brașov in den Qualifikationsspielen für die Zugehörigkeit zur Divizia A ausgeschieden |
| 1933/34 | 3. Platz in der I. Klasse der Czernowitzer Distriktmeisterschaft |
| 1934/35 | 1. Platz in der I. Klasse der Czernowitzer Distriktmeisterschaft, Ostligameister und Aufstieg in die Divizia B                                                                            |
| 1935/36 | 5. Platz in der Divizia B |
| 1936/37 | 4. Platz in der Divizia B und Aufstieg in die Divizia A |
| 1937/38 | 10. Platz in der Divizia A und Abstieg in die Divizia B |
| 1938/39 | 3. Platz in der Divizia B |
| 1939/40 | 7. Platz in der Divizia B |

### Bekannte Spieler
- Alfred Eisenbeisser (Fieraru) (einziger Spieler von Dragoș Vodă, der jemals für die rumänische Fußballnationalmannschaft auflief)

### Stadion
Bis zum 30. September 1927 hatte Dragoș Vodă kein eigenes Stadion. Der Verein trug seine Spiele von 1910 bis 1914 auf der Horeczaer Wiese und der Roscher Wiese, von Frühjahr 1919 bis August 1922 auf dem Boisko Polskie, von August 1922 bis zum 30. September 1927 auf dem Jahnplatz, dem Makkabiplatz und dem Boisko Polskie aus.
Am 1. Oktober 1927 wurde der Dragoș-Vodă-Platz eröffnet, für den 1931 eine Tribüne gebaut wurde, welche 2.800 Zuschauer fasste und am 12. Juli 1931 eingeweiht wurde. Spielfeldausmaße waren 67 × 104 m.

## Eishockey
In der Saison 1937/38 gewann das Eishockeyteam von Dragoș Vodă den rumänischen Landesmeistertitel. Ulrich Lederer, ein ehemaliger österreichischer Nationalspieler, war in der Saison 1935/36 Trainer des Clubs.